# Сомалі (батальйон)
Окремий Іловайський гвардійський мотострілецький (штурмовий) батальйон «Сомалі» імені гвардії полковника М. С. Толстих  — терористичне незаконне збройне угруповання, що перебуває в підпорядкуванні терористичної організації «Донецька народна республіка» (ДНР). Створене проросійськими сепаратистами як добровольче формування.

## Історія
Угруповання брало участь у військових діях на сході України на боці організації ДНР: в боях за Слов'янськ та Іловайськ, затяжній облозі й штурмі Донецького аеропорту у вересні-жовтні 2014 року.
У лютому 2015 року включене до розширеного санкційного списку Європейського Союзу і Канади разом із низкою інших проросійських терористичних угруповань, що діють на українському Донбасі. Пізніше включене до власних санкційних списків урядами Норвегії й Швейцарії.
У 2017 році батальйон брав участь у боях за Авдіївку.

## Склад
- управління,
- 1-а мотострілецька рота,
- 2-а мотострілецька рота,
- 3-я мотострілецька рота,
- танкова рота,
- батальйонна артилерійська група.

Основне озброєння: до 30 од. БМП-1/2, 10 од. Т-64, 120-мм міномети, певна кількість од. 120-мм 2С9 «Нона-С».

## Командування
- полковник Румілов[5]

### Заступники
- Михайло Толстих на прізвисько «Ґіві»[5][6]. Знищений 8 лютого 2017 у власному офісі.

### Відомі бійці
- Волков Олексій Вікторович «Правидник»[7]
- Родін Сергій Олександрович «Сірий»[8]

## Втрати
З відкритих джерел відомо про деякі втрати батальону "Сомалі":

## Див.також
- Окремий розвідувальний батальйон «Спарта»